# Вулиця Скромна (Львів)
Вулиця Скромна — вулиця у Залізничному районі міста Львова, в місцевості Левандівка. Сполучає вулиці Широку та Повітряну.
Від 1923 року мала назву Сенаторська. Сучасна назва — вулиця Скромна від 1933 року.
Забудова вулиці Скромної — одно-двоповерховий конструктивізм 1930-х років та одноповерхова садибна забудова.